# Fontaine du Belvédère de Capodimonte
La fontaine du Belvédère de Capodimonte est une fontaine monumentale de Naples.

## Description
Elle est située à l'intérieur du parc de Capodimonte, du côté est du palais, dans la partie appelée le belvédère, d'où il est possible d'avoir une vue panoramique de la ville.
Le groupe sculpté en marbre, élément principal de la fontaine, représente des figures féminines et des dauphins. En 1885, le roi Humbert Ier a permis l'aménagement de la zone du belvédère, et a décidé le transfert du groupe sculptural qui a été placé ici, au centre d'une vasque large de vingt mètres. Le groupe, pour l'occasion, fut restauré par le sculpteur Antonio Belliazzi.

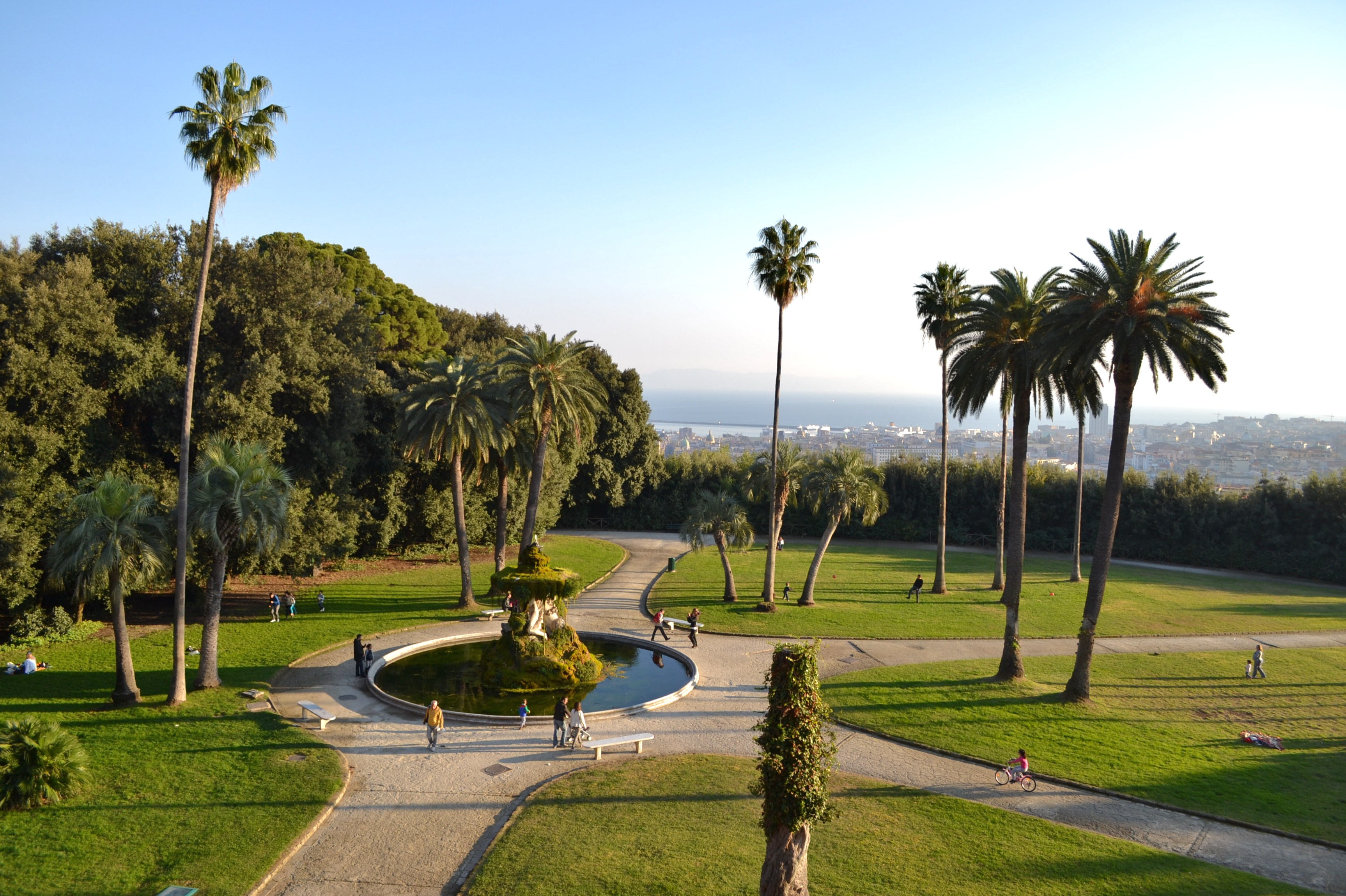
La fontaine, vue depuis le Palais royal de Capodimonte
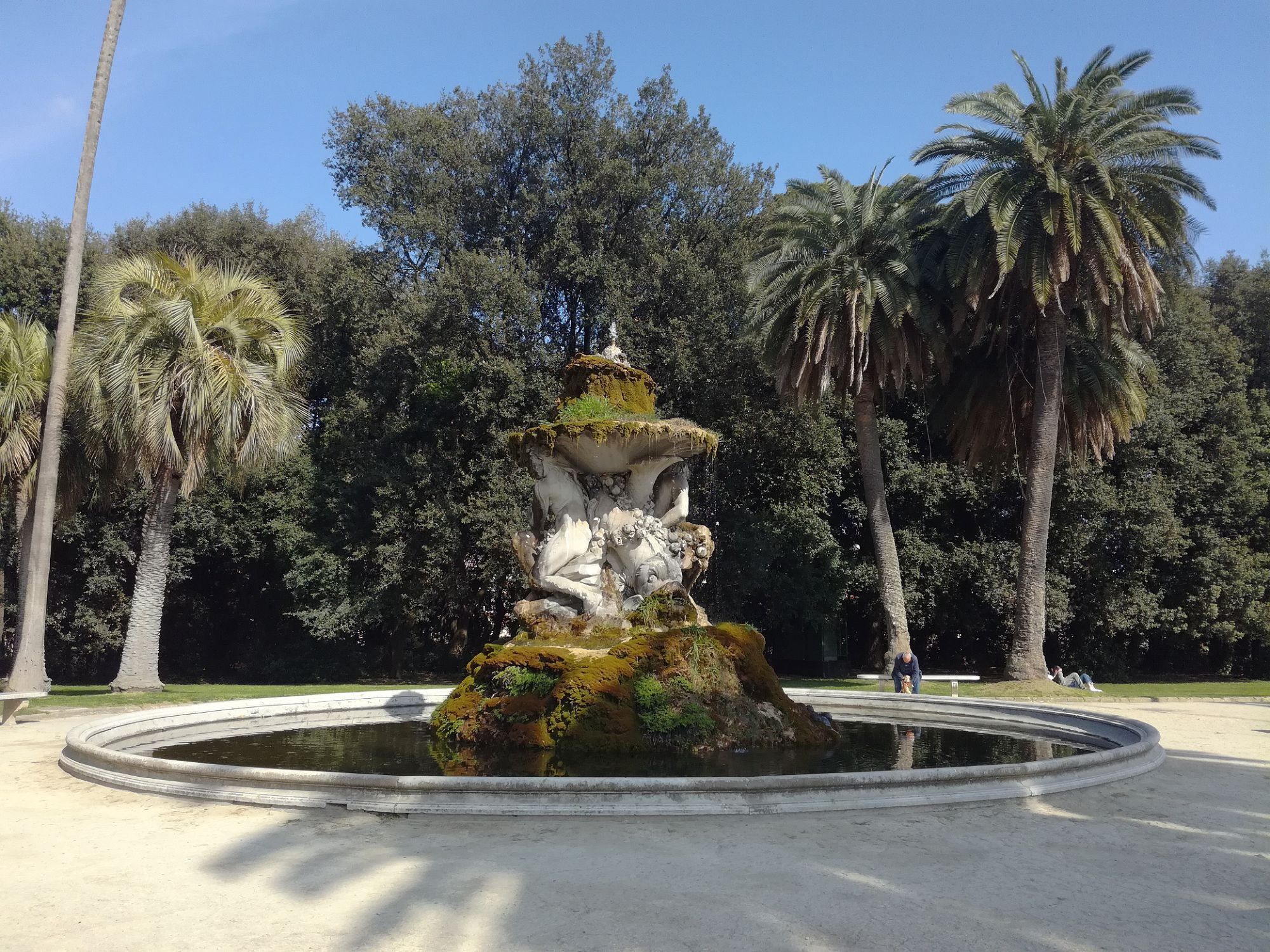
La fontaine
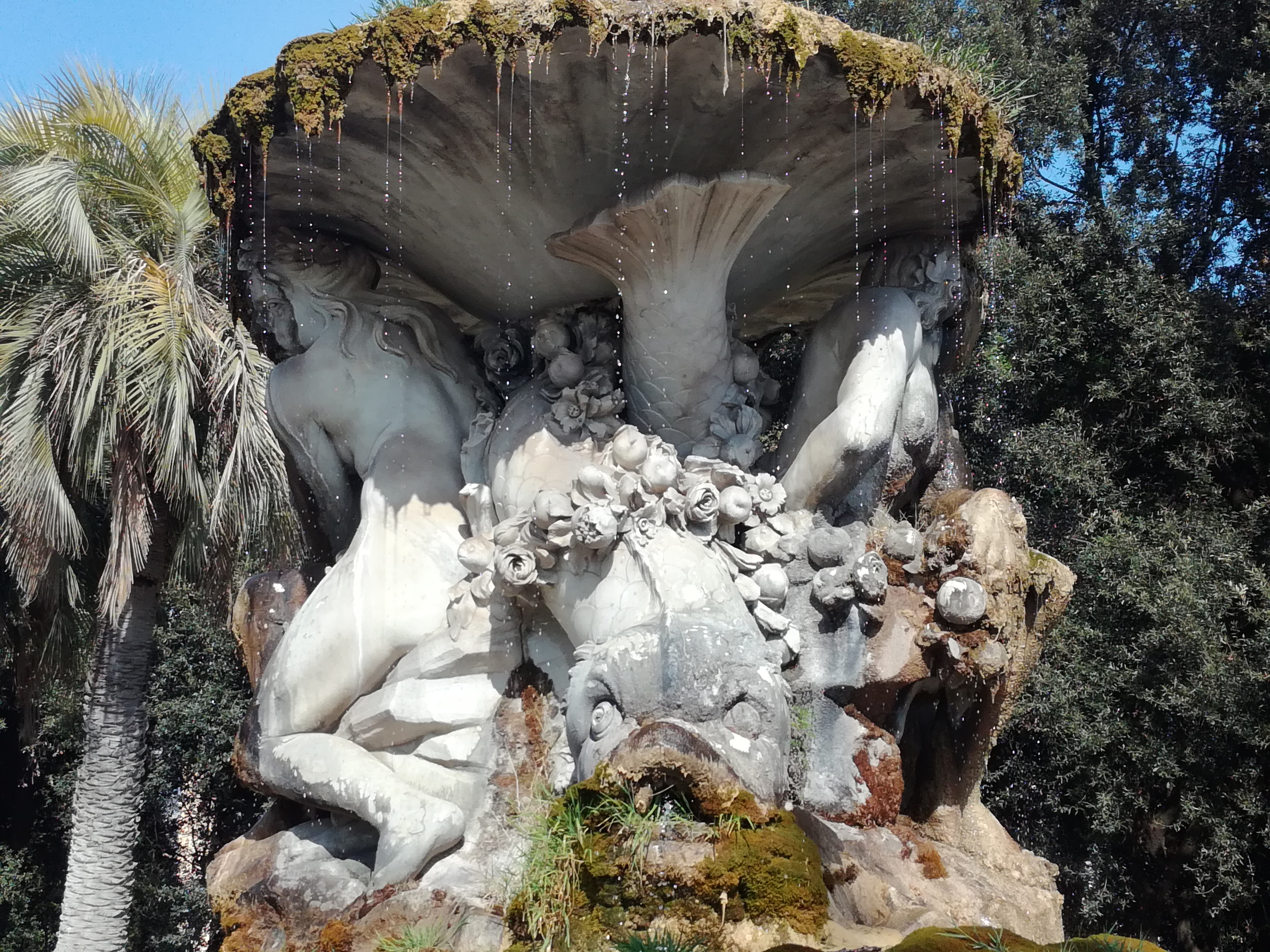
Détails